# Acremonium incrustatum
Acremonium incrustatum är en svampart som beskrevs av W. Gams 1971. Acremonium incrustatum ingår i släktet Acremonium, ordningen köttkärnsvampar, klassen Sordariomycetes, divisionen sporsäcksvampar och riket svampar.   Inga underarter finns listade i Catalogue of Life.